# 瓦尔特·黑克
瓦尔特·黑克（Walter Heck）是一位德国平面设计师，他为党卫队设计了党卫队神秘符文；为冲锋队设计了卢恩字母标志；在1932年和他人合作设计了党卫队全黑色制服。他曾在冲锋队内担任连级领袖，之后加入党卫队。
黑克曾在波恩为意甲徽章制造商工作。
1944年，第二次世界大战期间，一位军官曾替黑克给海因里希·希姆莱写信说黑克為黨衛隊設計标志後只得到了极少的报酬，希望能再给予他一些特殊照顾，因为黑克已极为贫穷，对自己的设计没有任何版权。希姆莱回信说，自己打算在战后给黑克一座带花园的家宅，但前提是黑克到那时已经成家，并且育有至少两个孩子。